# Reinalda Pereira

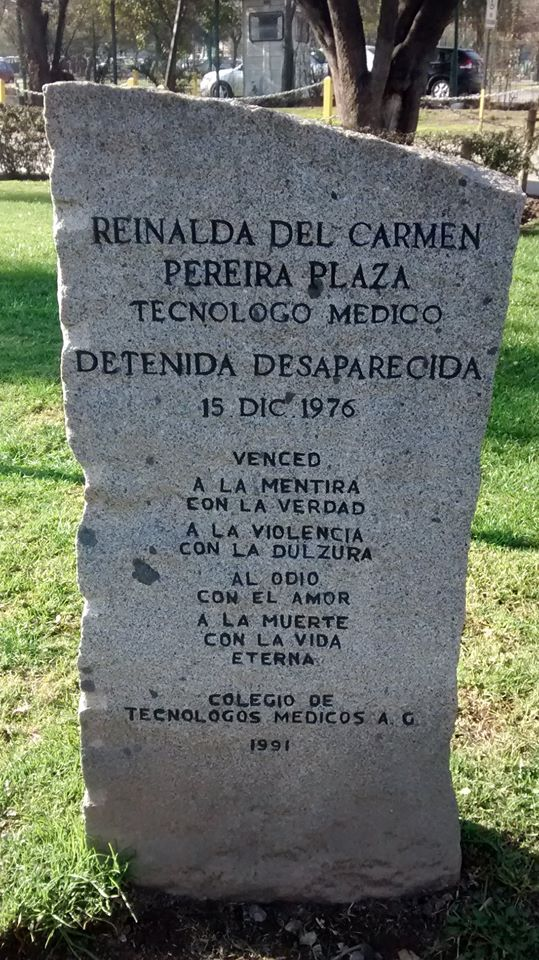
Monumento conmemorativo, en la plaza homónima en el Hospital Sótero del Río

Reinalda del Carmen Pereira Plaza (Viluco, Maipo, Chile, 5 de mayo de 1947-detenida desaparecida, 15 de diciembre de 1976) fue una tecnóloga médico chilena, militante del Partido Comunista de Chile y detenida desaparecida durante la dictadura militar. Al momento de su detención tenía 29 años, era casada y estaba embarazada de su primer hijo.

## Biografía
Hija de Luis Pereira Lobos, quien fallecerá en su niñez y de Luzmira Plaza Medina, es de origen campesino. Su familia emigró a Santiago desde su natal Viluco a temprana edad.  Tras el fallecimiento de su padre, será su madre quien deba esforzarse por lograr la educación de Reinalda. A los 16 años egresa con honores desde Liceo 11. Intenta estudiar Medicina pero por falta de recursos debe ingresar a Tecnología Médica, Universidad de Chile. Fue la primera de su familia en acceder a la educación superior, motivo de gran orgullo para su madre. Se especializó en hematología y transfusiones sanguíneas. Egresa de la universidad, en 1969, entrando a trabajar en la Escuela Dental y luego en el Hospital Sótero del Río. Ingresará a militar del Partido Comunista. Tuvo una activa participación gremial logrando desempeñarse como delegada de personal de su especialidad, luego secretaria de la Federación de Profesionales y Técnicos de la Salud además como dirigente de la Asociación de Tecnólogos Médicos. Contrae matrimonio con el kinesiólogo Max Santelices en julio de 1973.
El 15 de diciembre de 1976, Reinalda se encuentra en su sexto mes de embarazo. Ese alrededor de las 20:30 horas, cuando Reinalda del Carmen esperaba movilización colectiva en calle Exequiel Fernández esquina de Rodrigo de Araya, de la comuna de Ñuñoa. En forma sorpresivamente se detuvo un automóvil marca Peugeot, del que bajó uno de los agentes de la DINA, que la tomó violentamente por la espalda. Aferrándose ella del poste de un semáforo, dando gritos de auxilio. En esos instantes descendió un segundo sujeto del mismo vehículo, y entre ambos redujeron a viva fuerza a la afectada introduciéndola al interior del auto. Reinalda gritó pidiendo auxilio, repitiendo "sálvenme".

## Proceso judicial en dictadura
La detención de Reinalda Pereira es parte de un operativo de la DINA para detener a un grupo de militantes de izquierda en diciembre de 1976, caso judicial que se denominó el “Caso de los Trece”. Entre el 29 de noviembre y el 20 de diciembre de 1976, fueron detenidas por agentes trece personas. Todas se encuentran desaparecidas hasta la fecha, once eran militantes del Partido Comunista, algunos de ellos miembros de su Comité Central. Dos de los detenidos eran militantes del Movimiento de Izquierda Revolucionario. Los métodos de detención que se utilizaron para aprehenderlos guardan semejanzas entre sí. Particularmente en el hecho de que sus arrestos se realizaron en la vía pública, las detenciones se verificaron el 15 de diciembre de 1976, afectando en ese sólo día a siete personas. La información que proporcionó oficialmente la dictadura, fue que todos registraban salida de Chile a Argentina entre fines de diciembre de 1976 o a principios de enero de 1977. Las trece personas desaparecidas son: Santiago Edmundo Araya Cabrera, militante del MIR, detenido el 29 de noviembre de 1976, Armando Portilla, militante del Partido Comunista, detenido el 9 de diciembre de 1976; Fernando Alfredo Navarro Allende, detenido el 13 de diciembre de 1976, Lincoyán Yalú Berríos Cataldo, Horacio Cepeda Marinkovic, Luis Segundo Lazo Santander, Juan Fernando Ortiz Letelier, Reinalda del Carmen Pereira Plaza, Waldo Ulises Pizarro Molina y Héctor Véliz Ramírez, todos ellos militantes del Partido Comunista, detenidos el 15 de diciembre de 1976, Lizandro Tucapel Cruz Díaz, militante del Partido Comunista, Carlos Patricio Durán González, militante del MIR, ambos detenidos el 18 de diciembre de 1976, y Edras de las Mercedes Pinto Arroyo, comunista, detenido el 20 de diciembre de 1976.
El 20 de diciembre de 1976 se presentó recurso de amparo por Reinalda Pereira Plaza ante la Corte de Apelaciones de Santiago, rol 1082-76. Fue presentado por la madre de la afectada, Luzmira Plaza Medina. Añadió que el 26 de septiembre de 1973 la amparada fue marginada por razones exclusivamente políticas del Hospital Sótero del Río, en donde trabajó como tecnóloga médico. Luego del Golpe Militar fue detenida junto a su marido Maximiliano Santelices, en el lugar de trabajo de ambos, el Hospital Sótero del Río, permaneciendo privada de libertad Reinalda del Carmen por espacio de diez horas en el Regimiento Ferrocarriles del Ejército en Puente Alto. En tanto que su marido Maximiliano estuvo detenido por veinte días en el Estadio Nacional. Luego de la detención en el Regimiento debió estar firmando semanalmente un libro llamado de "control de personas con comprometimiento político". El 14 de enero de 1977, el ministro del Interior informó "no se encuentra detenida por orden de ese Ministerio". Con este sólo antecedente la Corte de Apelaciones de Santiago negó lugar al recurso. El fallo que negó lugar al recurso fue de fecha 18 de enero de 1977. La madre de la afectada apeló ante la Corte Suprema. El 25 de enero de 1977, la Corte Suprema, confirmó lo resuelto por la Corte de Apelaciones de Santiago.
El caso de Reinalda Pereira Plaza fue investigado con el Rol N° 2-77. Luego de una solicitud de designación de Ministro en Visita Extraordinaria hecha a la Corte Suprema por familiares de detenidos desaparecidos, privados de libertad a fines del año 1976. Se resolvió el 31 de enero de 1977 que la Corte de Apelaciones de Santiago designara un Ministro con esa calidad para que se abocara al conocimiento de ocho casos de personas desaparecidas, de los trece por los que se pidió por parte de los familiares interesados. Pero en definitiva, todos los casos fueron incluidos investigación criminal que se denominó como "el proceso de los trece". Este proceso estuvo a cargo de distintos Ministros y la actividad judicial a su respecto se prolongó por casi trece años.
Etapas del proceso rol n° 2-77: La primera: a cargo esencialmente del Ministro Aldo Guastavino Magaña y también del Ministro Carlos Letelier Bobadilla, estuvo marcada por una investigación judicial incompleta y ausente de diligencias fundamentales, además de negativas reiteradas de dar lugar a peticiones decisivas que hicieron familiares de los desaparecidos y sus abogados. El Ministro Aldo Guastavino en dos ocasiones decretó el cierre del sumario.  La segunda vez que ordenó cerrar el sumario, como sobreseer definitivamente por aplicación del Decreto Ley N° 2191 de Amnistía, lo hizo en diciembre de 1980. Pero la Corte de Apelaciones de Santiago dejó nuevamente sin efecto esa resolución.  El Ministro Letelier, a su turno, en el tiempo intermedio, también dispuso el cierre del sumario, señalando en agosto de 1978, pero el ministro Letelier dejó sin efecto su propia resolución.
La segunda fase, con la actuación del Ministro Carlos Cerda Fernández, se distinguió desde un primer momento por la decisión de investigar judicialmente y por todos los medios legales, los casos de desaparecimiento. Dictó cientos de diligencias que consistieron en citaciones de personas, revisión de expedientes criminales, despacho de Oficios recabando informaciones a Servicios del Estado, a ramas de las Fuerzas Armadas. Hubo la impugnación de los autos de reo que el ministro Cerda dictó en agosto de 1986, en que se alegó la procedencia del decreto ley de amnistía y que de consiguiente el proceso debía terminarse por el sobreseimiento definitivo. Por sentencia de 11 de agosto de 1989, dictada por los Ministros Emilio Ulloa, Hernán Cereceda, y los abogados integrantes Ricardo Martín y Juan Colombo, la Corte Suprema rechazó esos recursos de casación y mantuvo la resolución que confirmó el sobreseimiento definitivo del proceso rol 2-77, por aplicación del decreto ley de amnistía.

## Informe Rettig

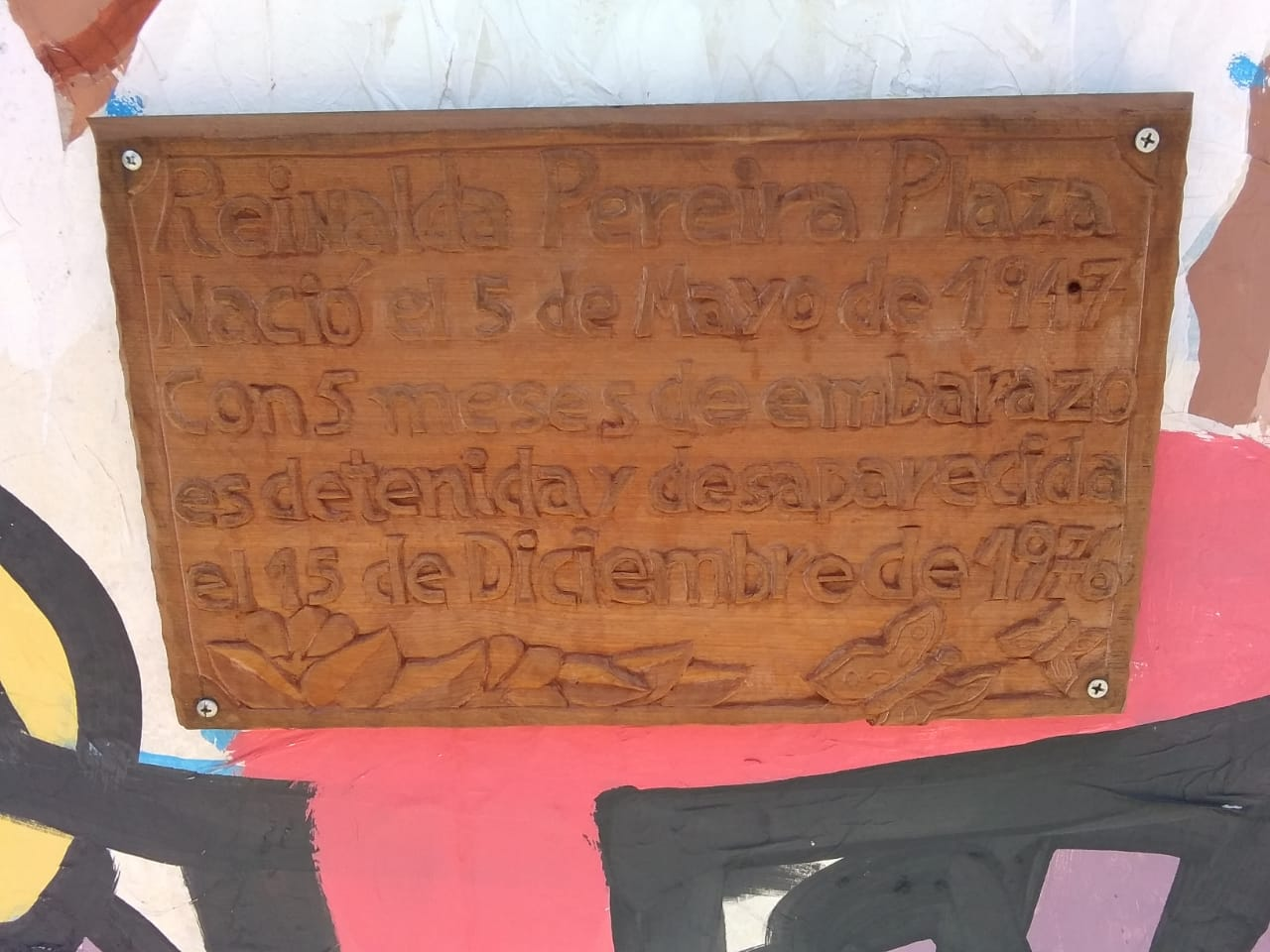
Placa conmemorativa en el lugar de detención, en Ñuñoa

Familiares de Reinalda Pereira Plaza presentaron su testimonio ante la Comisión Rettig. Comisión de Verdad que tuvo la misión de calificar casos de detenidos desaparecidos y ejecutados durante la dictadura. Sobre el caso de Reinalda Pereira Plaza, el Informe Rettig señaló que:

“Reinalda del Carmen PEREIRA PLAZA, quien fue apresada ante numerosos testigos mientras esperaba locomoción en la intersección de las calles Rodrigo de Araya con Exequiel Fernández, la tecnóloga médica y militante de las JJ.CC, quien se encontraba embarazada de cinco meses, por agentes que se bajaron de un vehículo patente HLN 55 y la introdujeron en su interior por la fuerza. El Director de la Casa de Moneda informó al tribunal que la patente indicada no fue otorgada en los años 1976 y 1977.  El Ministerio del Interior también informó a la Corte de Apelaciones que, según certificado de viaje N° 354, la víctima había abandonado el territorio nacional con fecha 21 de diciembre de 1976, a pie, lo que era inverosímil dado su estado de gravidez y se acreditó era falso. Desde la fecha de su detención, se ignora la suerte o paradero de Reinalda Pereira y la del hijo que esperaba”.

## Proceso judicial en democracia
Luego de la detención de Pinochet en Londres, se activaron los juicios de derechos humanos. El caso de Reinalda Pereira Plaza fue investigado por el ministro en visita Miguel Vázquez Plaza. El 18 de octubre de 2017, el ministro Miguel Vázquez Plaza dictó sentencia en la causa rol 2.182-1998, en su resolución el magistrado condenó a 35 exagentes de la DINA, por el secuestro calificado de Reinalda Pereira. 
En la etapa de investigación, el magistrado logró establecer la siguiente secuencia de hechos: 

“a) Que, la Dirección de Inteligencia Nacional Dina, en una fecha no precisada, pero durante el primer semestre del año 1976, ocupó y habilitó un inmueble de calle Simón Bolívar Nº 8800, comuna de La Reina, consistente en una casa quinta, que fue acondicionada para su propósito de reclusión. Contaba con un solo portón de acceso, una garita a su derecha donde se hacía la guardia de puerta, una casa al fondo, una cancha de baby fútbol, estacionamientos y al lado izquierdo del predio una especie de gimnasio donde había un casino, cocina y unos camarines y baños, que se acondicionaron para ser utilizados como calabozos, inmueble en el que se desempeñó operativamente la brigada Lautaro a cargo del mayor Juan Morales Salgado y que fue ocupado como un lugar secreto y clandestino de reclusión; a dicho recinto eran llevadas personas en calidad de detenidas, para ser interrogadas bajo el empleo de diversas técnicas de apremios físicos, en especial respecto de aquellas que tenían o habían tenido militancia política adherente al Partido Comunista.

b) Que asimismo, en el segundo semestre del año 1976, se trasladaron a dicho recinto las agrupaciones de la DINA a cargo de los oficiales Germán Barriga y Ricardo Lawrence, conjuntamente con sus agentes operativos, los que se preocuparon fundamentalmente de investigar, ubicar, allanar, perseguir, reprimir y desarticular a los miembros del Partido Comunista, en especial a sus cúpulas directivas, para lo cual se habilitaron dependencias provisorias para su instalación; consistentes en oficinas, un gimnasio y camarines que fueron calabozos de encierro, en donde se realizaban los interrogatorios y torturas, utilizando apremios con diversos métodos.
c) Que, Reinalda del Carmen Pereira Plaza, embarazada de su primer hijo, de 5 meses de gravidez, tecnólogo médico y militante comunista, que trabajaba asilando personas y como enlace entre Eliana Ahumada y Fernando Navarro, aunque también relacionada al militante comunista Fernando Ortiz, fue detenida a sus 29 años de edad, aproximadamente a las 20:30 horas, mientras esperaba locomoción colectiva, por agentes de seguridad el día 15 de diciembre de 1976, en la calle Exequiel Fernández esquina Rodrigo de Araya, comuna de Nuñoa, actualmente comuna de Macul. Los agentes que la detuvieron, se movilizaban en dos automóviles marca Peugeot; uno de ellos patente HLN-55, de donde se bajó un sujeto que la tomó violentamente, al dar gritos de auxilio, se bajó un segundo sujeto con el cual fue reducida a la fuerza e ingresada al interior del vehículo. La detención fue materializada en presencia de testigos que se encontraban en los diversos locales comerciales circundantes, que dan cuenta que una vez reducida la víctima y materializada la detención, el automóvil se dirigió por Rodrigo de Araya en dirección al norte.
d) Que, Reinalda del Carmen Pereira Plaza fue trasladada al cuartel secreto de reclusión Simón Bolívar, donde fue vista junto a otros privados de libertad, que a su vez, habían sido detenidos por las mismas brigadas bajo la misma política operativa entre el 13 y 15 de diciembre de 1976; esto es, Héctor Veliz Ramírez, Fernando Navarro Allendes, Lincoyán Yalu Berrios Cataldo, Juan Fernando Ortiz Letelier y Horacio Cepeda Marincovich. En este lugar, Reinalda fue duramente golpeada, torturada, apremiada ilegítimamente y luego hecha desaparecer, sin que hasta la fecha se tengan noticias de su paradero.
e) Que, el gobierno chileno de la época, dada las gestiones de búsqueda efectuadas por su familiares, informó que la afectada registraba salida "a pie" por el paso fronterizo de Chile con Argentina Los Libertadores, el día 21 de diciembre de 1976, versión oficial que se estableció judicialmente como falsa, según consta en proceso tenido a la vista, autos Rol 2-77, en el cual se constató que la hoja de ruta que consignaba dichas circunstancias, había sido falsificada.
f) Que, la víctima de autos fue detenida en la vía pública al igual que otras trece personas en circunstancias similares; once pertenecientes al Partido Comunista y dos al MIR y, donde la información proporcionada por el Gobierno Militar fue semejante y errada, demostrando un operativo a gran escala que obedeció a una política de investigación, persecución y desarticulación del Partido Comunista y no, a un hecho aislado.

g) Que, todas las personas antes mencionadas, incluida la víctima, fueron detenidas para ser interrogadas y torturadas en razón de su militancia política y, a fin de obtener información sobre sus actividades de partido y la identificación de otros miembros del Partido Comunista en la clandestinidad; apremios que no cesaban hasta la obtención de la información requerida o, hasta la inconciencia de las víctimas”.

El ministro Miguel Vázquez condenó a penas de 10 años de presidio a Pedro Espinoza Bravo, Juan Hernán Morales Salgado y Ricardo Lawrence Mires, en calidad de autores del delito. En tanto, los exagentes Gladys de las Mercedes Calderón Carreño, Juvenal Alfonso Piña Garrido, Pedro Segundo Bitterlich Jaramillo, Héctor Raúl Valdebenito Araya, Sergio Orlando Escalona Acuña, Jorge Lientur Manríquez Manterola, María Angélica Guerrero Soto, Orfa Yolanda Saavedra Vásquez, Elisa del Carmen Magna Astudillo, Eduardo Alejandro Oyarce Riquelme, Heriberto del Carmen Acevedo, Claudio Enrique Pacheco Fernández, Emilio Hernán Troncoso Vivallos, Teresa del Carmen Navarro Navarro, José Manuel Sarmiento Sotelo, Gustavo Enrique Guerrero Aguilera, Manuel Antonio Montre Méndez y Jorge Hugo Arriagada Mora, fueron condenados a 7 años de presidio, como autores del ilícito. 
Además fueron condenados los exagentes de la DINA: Hernán Luis Sovino Maturana, José Alfonso Ojeda Obando, José Miguel Meza Serrano, Luis Alberto Lagos Yáñez, Jorge Iván Díaz Radulovich, Jorge Segundo Pichunmán Curiqueo, Sergio Hernán Castro Andrade, Carlos Enrique Miranda Mesa, Víctor Manuel Álvarez Droguett, Orlando del Tránsito Altamirano Sanhueza, Guillermo Eduardo Díaz Ramírez, Berta Yolanda del Carmen Jiménez Escobar, Carlos Eusebio López Inostroza y Joyce Ana Ahumada Despouy, a penas 4 años de presidio, por su responsabilidad como cómplices en la desaparición de la víctima.
En octubre de 2024 las condenas fueron ratificadas por la corte suprema

## Memorial en Hospital Sótero del Río
Reinalda Pereira Plaza trabajó como tecnóloga médica en el Hospital Sótero del Río, es por eso que en uno de sus jardines del recinto se inauguró un memorial que recuerda a la tecnóloga médica que fue detenida embarazada. Cada 15 de diciembre sus amigos se reúnen en ese lugar para recordar a Reinalda.